# Monumento funebre di Leonardo Bruni
Il monumento funebre di Leonardo Bruni è un'opera in marmo di Bernardo Rossellino (e forse anche di suo fratello Antonio) e si trova nella basilica di Santa Croce a Firenze. Risale al 1450 e misura cm 715x316,2.

## Storia
Non sono chiare le circostanze della committenza del sepolcro per il cancelliere della Repubblica di Firenze Leonardo Bruni, fine umanista e filosofo. Un documento riporta che il Consiglio della città di Arezzo, patria del Bruni, aveva inviato due cittadini a Firenze per trattare con il figlio la costruzione di una statua dell'illustre concittadino. Un'altra ipotesi, accettata dalla maggior parte della critica, è che il monumento fosse stato commissionato dalla Signoria fiorentina stessa, per onorare il proprio Cancelliere di Stato.
Sul libro dei conti di Bernardo Rossellino si trova infatti, in data 1457, la registrazione di cento lire dovute da Cosimo de' Medici all'artista. In ogni caso non venne rispettata la volontà di Leonardo Bruni, che, stando alle sue disposizioni testamentarie, avrebbe voluto una sepoltura umile, sotto una lastra di marmo spoglia che riportasse solo il suo nome.

## Descrizione e stile
Il monumento a Leonardo Bruni riprese la tipologia classica delle tombe ad arcosolio, arricchita da un ricco apparato decorativo classicheggiante, reinterpretato però in chiave cristiana. Sopra una base scolpita con un fregio di putti danzanti tra festoni e una testa leonina al centro, si erge il sarcofago vero e proprio, che cita i sarcofagi classici. Esso è sollevato da due zampe leonine ed è decorato da cornici modanate e, sul lato esterno al centro, da un'iscrizione in latino retta da due vittorie alate o, in chiave cristiana, angeli. L'iscrizione, in capitali romane, recita: 

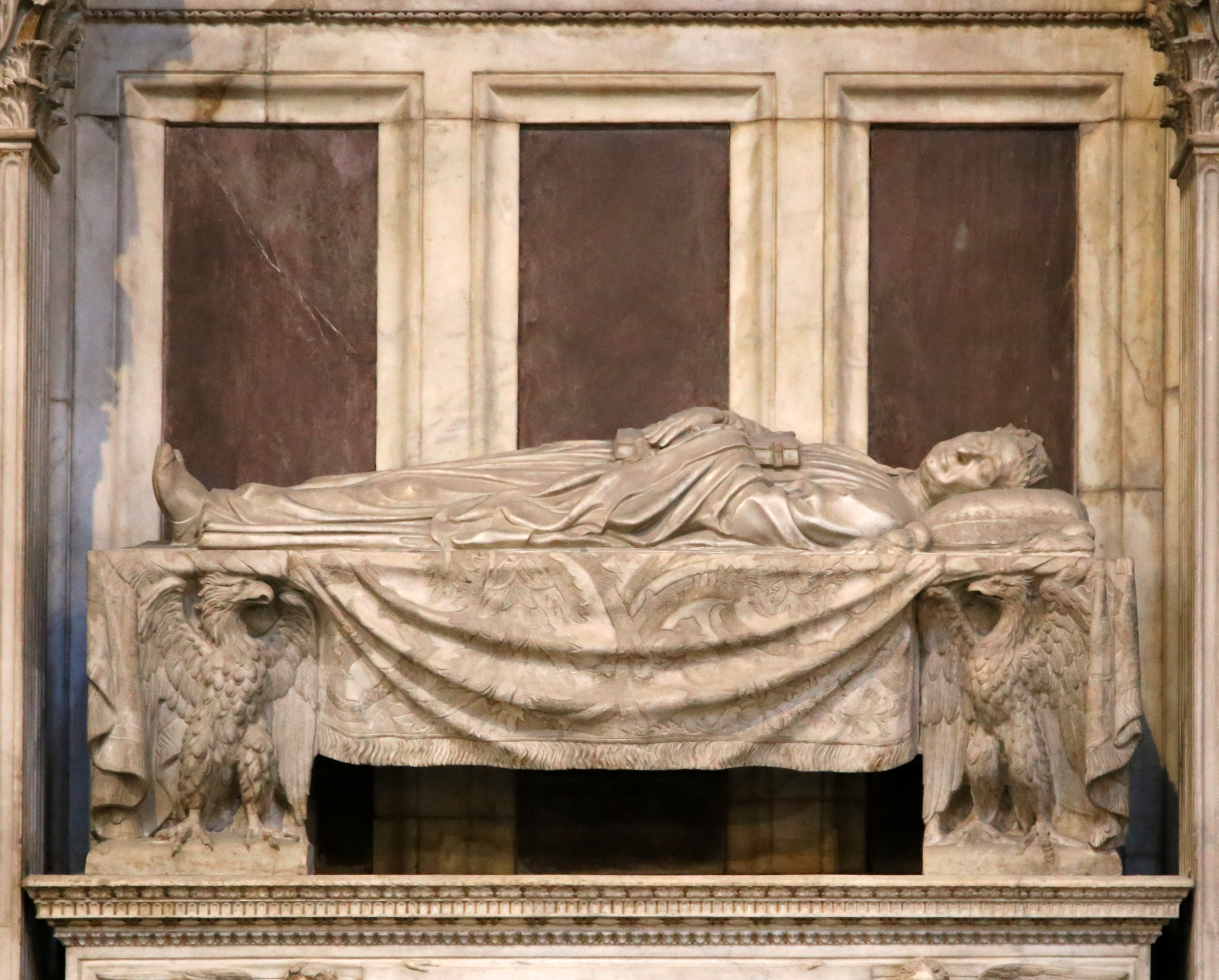
Monumento funebre di Leonardo Bruni

Sopra il sarcofago si trova il catafalco, retto da aquile, sul quale è poggiata la statua del cancelliere morto, disteso sopra un lenzuolo e un cuscino, secondo l'aspetto che aveva il giorno delle esequie. Nelle mani regge una copia della sua Storia di Firenze e la testa è incoronata d'alloro, come realmente gli fece Giannozzo Manetti. La parete dietro il catafalco è tripartita da lesene e specchiature in marmo rosso.
La cornice architettonica è composta da due pilastri scanalati con capitelli corinzi che reggono una trabeazione con fregio, che corre lungo la parete della nicchia, e un arco a tutto sesto, decorato da varie cornici scolpite. Nella lunetta si trova un medaglione con la Madonna col Bambino, retto da due angeli. L'attribuzione della lunetta al Verrocchio è dovuto a un errore di Vasari, che confuse un'annotazione del Libro di Antonio Billi.
Sulla sommità dell'arco due putti alati tengono un grande stemma dei Bruni entro una ghirlanda, le cui estremità ricadono mollemente sul profilo superiore dell'arco.
Il tema di fondo è quello della glorificazione laica del defunto, sottolineata dagli attributi letterari del ritratto del defunto, e venne ripreso anche nel monumento funebre di Carlo Marsuppini, sempre in Santa Croce, di Desiderio da Settignano (1453-1455)